# Centrobasket 1987
El Centrobasket 1987 fue la 10.ª edición del campeonato de baloncesto de Centroamérica y el Caribe, y se llevó a cabo en Santo Domingo, República Dominicana del 22 al 28 de abril de ese año.
Puerto Rico obtuvo su tercer título del torneo (segundo consecutivo) al derrotar a Panamá 98-85, y el tercer lugar fue para México que venció República Dominicana 90 a 87.

## Equipos participantes
- Cuba
- México
- Panamá
- República Dominicana (anfitrión)
- Puerto Rico
- Trinidad y Tobago

## Ronda Preliminar
|   | Equipo               | Pts | PG | PP | PF  | PC  | Dif  |
| - | -------------------- | --- | -- | -- | --- | --- | ---- |
| 1 | Panamá               | 9   | 4  | 1  | 418 | 373 | 45   |
| 2 | Puerto Rico          | 9   | 4  | 1  | 472 | 386 | 86   |
| 3 | República Dominicana | 8   | 3  | 2  | 547 | 445 | 102  |
| 4 | México               | 7   | 2  | 3  | 370 | 437 | −67  |
| 5 | Cuba                 | 7   | 2  | 3  | 433 | 457 | −24  |
| 6 | Trinidad y Tobago    | 5   | 0  | 5  | 307 | 449 | −142 |

| 22 de abril | Panamá        | 96-82 | México |  |
| Reporte     | Santo Domingo |       |        |  |

| 22 de abril | Puerto Rico   | 103-71 | Cuba |  |
| Reporte     | Santo Domingo |        |      |  |

| 22 de abril | República Dominicana | 108-59 | Trinidad y Tobago |  |
| Reporte     | Santo Domingo        |        |                   |  |

| 23 de abril | Puerto Rico   | 101-75 | México |  |
| Reporte     | Santo Domingo |        |        |  |

| 23 de abril | Panamá        | 68-36 | Trinidad y Tobago |  |
| Reporte     | Santo Domingo |       |                   |  |

| 23 de abril | República Dominicana | 92-88 | Cuba |  |
| Reporte     | Santo Domingo        |       |      |  |

| 24 de abril | Cuba          | 86-68 | Trinidad y Tobago |  |
| Reporte     | Santo Domingo |       |                   |  |

| 24 de abril | Panamá        | 77-76 | Puerto Rico |  |
| Reporte     | Santo Domingo |       |             |  |

| 24 de abril | República Dominicana | 96-92 | México |  |
| Reporte     | Santo Domingo        |       |        |  |

| 25 de abril | Puerto Rico   | 86-72 | Trinidad y Tobago |  |
| Reporte     | Santo Domingo |       |                   |  |

| 25 de abril | México        | 97-92 | Cuba |  |
| Reporte     | Santo Domingo |       |      |  |

| 25 de abril | Panamá        | 92-81 | República Dominicana |  |
| Reporte     | Santo Domingo |       |                      |  |

| 26 de abril | México        | 101-72 | Trinidad y Tobago |  |
| Reporte     | Santo Domingo |        |                   |  |

| 26 de abril | Cuba          | 98-85 | Panamá |  |
| Reporte     | Santo Domingo |       |        |  |

| 26 de abril | Puerto Rico   | 106-91 | República Dominicana |  |
| Reporte     | Santo Domingo |        |                      |  |

## Ronda Final
|  | Semifinales          | Semifinales |    |        | Final                | Final |  |
|  |                      |             |    |        |                      |       |  |
|  |                      |             |    |        |                      |       |  |
|  |                      |             |    |        |                      |       |  |
|  | Panamá               | 94          |    |        |                      |       |  |
|  | México               | 85          |    |        |                      |       |  |
|  |                      |             |    |        |                      |       |  |
|  |                      |             |    |        |                      |       |  |
|  |                      |             |    |        | Panamá               | 85    |  |
|  |                      | Puerto Rico | 98 |        |                      |       |  |
|  |                      |             |    |        |                      |       |  |
|  |                      |             |    |        |                      |       |  |
|  |                      |             |    |        | Tercer lugar         |       |  |
|  |                      |             |    |        |                      |       |  |
|  | Puerto Rico          | 102         |    | México | 90                   |       |  |
|  | República Dominicana | 83          |    |        | República Dominicana | 87    |  |

### Semifinal
| 27 de abril | Panamá        | 102-83 | México |  |
| Reporte     | Santo Domingo |        |        |  |

| 27 de abril | Puerto Rico   | 94-85 | República Dominicana |  |
| Reporte     | Santo Domingo |       |                      |  |

### Tercer Lugar
| 28 de abril | México        | 90-87 | República Dominicana |  |
| Reporte     | Santo Domingo |       |                      |  |

### Final
| 28 de abril | Puerto Rico   | 98-85 | Panamá |  |
| Reporte     | Santo Domingo |       |        |  |

## Clasificación Final
|                   | Equipo               | Pts | PG | PP | PF  | PC  | Dif  |
| ----------------- | -------------------- | --- | -- | -- | --- | --- | ---- |
| Medalla de oro    | Puerto Rico          | 13  | 6  | 1  | 672 | 554 | 118  |
| Medalla de plata  | Panamá               | 12  | 5  | 2  | 597 | 576 | 21   |
| Medalla de bronce | México               | 10  | 3  | 4  | 545 | 618 | −73  |
| 4                 | República Dominicana | 10  | 3  | 4  | 717 | 637 | 80   |
| 5                 | Cuba                 | 7   | 2  | 3  | 433 | 457 | −24  |
| 6                 | Trinidad y Tobago    | 5   | 0  | 5  | 307 | 449 | −142 |